# Young Corbett II
Young Corbett II (* 4. Oktober 1880 in Denver, Colorado, USA; † 10. April 1927) war in US-amerikanischer Boxer im Federgewicht.

## Profi
Er gewann seine ersten vier Kämpfe alle durch klassischen K. o. Sein fünfter Fight endete in einem „No Contest“. Am 28. November 1901 trat er gegen seinen Landsmann Terry McGovern um den universellen Weltmeistertitel an und siegte durch Knockout in Runde 2. Diesen Gürtel verlor er allerdings bereits im darauffolgenden Jahr.
Im Jahre 2010 fand Corbett II Aufnahme in die International Boxing Hall of Fame.